# Raymond Mays
Thomas Raymond Mays, britanski dirkač, soustanovitelj moštva ERA in ustanovitelj moštva BRM, * 1. avgust 1899, Bourne, Lincolnshire, Anglija, Združeno kraljestvo, † 6. januar 1980, Bourne.
Raymond Mays se je rodil 1. avgusta 1899 v Bournu, Lincolnshire, kot sin enega britanskih pionirjev motociklizma. Po služenji v britanski vojski v prvi svetovni vojni se je leta 1921 začel ukvarjati z dirkanjem. Skupaj s Humphreyem Cookom sta ustanovila moštvo English Racing Automobiles, za katerega je Mays osvojil več zmag v razredu Voiturette. Svoj največji uspeh je dosegel z zmago na dirki Campbell Trophy v sezoni 1939. Po drugi svetovni vojni je nadaljeval z dirkanjem, obenem pa je ustanovil novo dirkaško moštvo British Racing Motors. Po dirki BRDC International Trophy v sezoni 1949 se je upokojil kot dirkač, do sredine šestdesetih let pa je ostal na čelu BRP-ja, ki je v sezoni 1962 Formule 1 osvojil dvojno krono, tako dirkaški naslov prvaka, ki ga je osvojil Graham Hill, kot tudi konstruktorski naslov. Mays je umrl leta 1980 v rodnem Bournu.